# Gambier (Ohio)
Pour les articles homonymes, voir Gambier.
Gambier est une municipalité américaine située dans le comté de Knox en Ohio.

## Géographie
Située à proximité de la rivière Kokosing (en), la municipalité s'étend sur une superficie d'environ 0,94 mille carré (2,4 km2).

## Histoire
Dans les années 1820, l'évêque Philander Chase fonde le Kenyon College et le village Gambier autour de l'université,. Il nomme le village en l'honneur de John James Gambier, l'un des bienfaiteurs anglais de son université, elle-même nommée en l'honneur d'un autre donateur.
Le Kenyon College (1975), la Kokosing House (1985) et le quartier historique de Gambier (2000) sont inscrits au Registre national des lieux historiques.

## Démographie
Lors du recensement de 2010, Gambier compte 2 391 habitants. Les étudiants du Kenyon College forment la majorité de sa population. Ainsi, selon l'American Community Survey (2012-2016) du Bureau du recensement des États-Unis, l'âge médian des habitants de Gambier est de seulement 21 ans ; environ 75 % de sa population est en effet âgée de 15 à 24 ans. Sa population est par ailleurs blanche à plus de 90 %.

## Politique
Bien que située dans un comté acquis au Parti républicain, le village de Gambier est largement favorable aux démocrates à l'image de nombreuses autres villes universitaires. Les électeurs de Gambier votent par exemple à plus de 90 % en faveur d'Hillary Clinton en 2016.